# Zoltán Tildy
Zoltán Tildy (Lučenec, 18 de noviembre de 1889-Budapest, 3 de agosto de 1961) fue un político húngaro que sirvió como último primer ministro del Reino de Hungría en  1945 y 1946, y después como primer presidente de la República de Hungría entre 1946 y 1948.
Zoltán Tildy nació en Losonc, localidad del Imperio austrohúngaro, en el seno de una familia de un funcionario húngaro del gobierno local. Estudió en la Academia de teología reformada de Pápa, después de haber estudiado un año en la Universidad de Belfast en Irlanda del Norte. Sirvió como ministro de la Iglesia reformada a partir de 1921, editó el diario de la misma, Familia cristiana (Keresztény Család) y otras publicaciones.  En 1929, ingresó en el Partido de los Pequeños Propietarios (FKgP) junto con otras personalidades políticas húngaras como Ferenc Nagy. Poco después, fue nombrado vicepresidente del partido.
Fue elegido diputado del Parlamento húngaro, y se le reeligió en 1936 y 1939. Más tarde, presionó al ejecutivo de Miklós Horthy para que acabase con la participación del país en la Segunda Guerra Mundial. Después de que Hungría fuese ocupada por los alemanes, Tildy pasó a la clandestinidad. Posteriormente, tras la ocupación del país por los soviéticos,  fue nombrado presidente del FKgP. Fungió como primer ministro del 15 de noviembre de 1945 al 1 de febrero de 1946, fecha en la cual fue elegido presidente de Hungría, recién proclamada la república. Fue igualmente miembro ex officio del Alto Consejo Nacional del 7 de diciembre de 1945 al 2 de febrero de 1946.
Siguió como presidente hasta el 31 de julio de 1948, cuando fue obligado a dimitir debido al arresto de su yerno, acusado de corrupción y adulterio. Se le mantuvo en arresto domiciliario en Budapest hasta el 1 de mayo de 1956. Fue nombrado ministro de Estado durante la Revolución húngara de 1956. Arrestado por las tropas soviéticas después de la invasión de Hungría, fue condenado a seis años de prisión por el Tribunal Supremo el 15 de junio de 1958 durante el juicio a Imre Nagy y de sus colaboradores. Se le liberó, empero, en abril de 1959 debido a su edad avanzada. Vivió luego completamente retirado hasta su muerte en 1961.